# Rocco Granata
Rocco Granata (Figline Vegliaturo, 1938. augusztus 16. –) olasz származású  belga dalszerző-énekes-színész.
Legismertebb a híres Marina-dal szerzőjeként, de televíziós színészként is híres.
Főleg olaszul, flamandul és németül énekel.

## Élete
A Cosenza megyei Figline Vegliaturóban született. Még gyerek volt, amikor családjával Waterscheibe (Genk), Belgiumba emigrált, ahol apja a szénbányákban dolgozott. Rocco tízéves kora óta törekedett arra, hogy tangóharmonikás legyen; sikerült összehoznia egy zenekart, az Il Quintetto Internazionalét, hogy Belgiumban játsszon, és 1959-ben (45-ös fordulatszámú) kislemezt vegyen fel a Marina/Manuela című dalaival.
A B oldal nemzetközi siker lett: Belgiumban első a slágerlistán, Olaszországban négy hétre, Németországban kilenc hétre, Hollandiában 13 hétre, Norvégiában 15 hétre az első helyen tartózkodott, és elérte egész Európát meg az Amerikai Egyesült Államokat.
Csak Németországban több mint egymillió példányban kelt el, és aranylemezzel jutalmazták. A dalt sok más zenész is feldolgozta, például Marino Marini, Dean Martin, Caterina Valente, The Four Aces, Pérez Prado, Dalida és Louis Armstrong.
A Marina sikerét követően Granata beutazta a világot, többek között néhány koncertet adott a New York-i Carnegie Hallban.
Nagy népszerűségre tett szert Németországban, ahol a Marina után legnagyobb sikere a Buona notte bambino (1963) német változata volt.
1989-ben a Marina 120 BPM című táncos remix ismét az első helyet foglalta el a belga, olasz és német slágerlistákon, és még a dél-amerikai országokban is sláger lett.
2009-ben a Marinát minden idők legjobb olasz slágerének nyilvánították Németországban.
1961-ben a Sanremói Dalfesztiválon mutatkozott be a Carolina, dai! című dallal, amelyet a kilencedik helyezett Sergio Brunival együtt énekeltek.
Számos műsorban és filmben is részt vett.
Granata később sikeres lemezproducer lett a Cardinal Records és a Granata Records kiadó tulajdonosaként, és olyan jelentős flamand énekeseket támogatott, mint Marva, Louis Neefs, Miel Cools és De Elegasten.
Felfedezte Sarah Bettens énekesnőt is a K's Choice-ból.
2008-ban a Legjobb évek Carlo Contival című műsor vendége volt.
2014-ben részt vett a Maastrichti fesztiválon André Rieu-vel és Johann Strauss Zenekarával, ahol először a Buona notte bambino, végül a Marina című dalt énekelte; ez utóbbit nagyra értékelte a közönség és maga Rieu is, majd a koncert végén megismételték, ahogy ez Maestro Rieu esetében már hagyománnyá vált.
Granata mintegy 65 albumot adott ki pályafutása során, és jelenleg Antwerpenben él.
Stijn Coninx belga rendező Marina (2013) című filmjét Rocco Granata életének korai évei ihlették.

## Részleges diszkográfia

### Album
- 1960 – Marina és más kedvencek (Laurie)
- 1968 – Rocco Granata eljátssza slágereit accordeonon (Granata Records/Cardinal)
- 1970 – Rocco en de meisjes (Delta)
- 1971 – Rocco Granata Sprookjeslandben (Cardinal)
- 1971 – Rocco Granata (Caravan)
- 1972 – Zomersproetjes (Cardinal)
- 1973 – Hello szerelem (Cardinal)
- 1981 – 20 fantasztikus olasz dal (Activ)
- 1982 – Dichtbij jou (Vogue)
- 1986 – De allergrootste hits van Rocco Granata (Benelux)
- 1988 – Mit den augen der Zärtlichkeit (VM)
- 1989 – Smile (Cardinal)
- 1989 – Népszerű olasz dalok
- 1989 – Marina (New Beat remix – Rocco & The Carnations)
- 1990 – Jetzt noch einmal mit Gefühl (VM)
- 1990 – Bella Italia (ABR)
- 1992 – Liebe ist mehr (Megaherz)
- 1995 – Deutsche Superschlager mit Rocco Granata (Trend)
- 1998 – Buona sera (CNR) (Dureco)
- 1998 – That's amore
- 1999 – Rocco Granata a Marinától a fotózásig (Bumshiva Music)
- 1999 – Rocco Granata Live Brüsszel 1999
- 2000 – Schöne Weihnacht – Buon Natale
- 2002 – La Fotografia
- 2004 – Rocco Granata – Greatest Hits
- 2007 – Paisellu miu Toots Thielemansszal (Cardinal)
- 2008 – Ricominciamo (Cardinal)
- 2011 – Rocco con Buscemi (Mostiko)
- 2013 – Argentína Enrique Noviellóval és Los Autenticos Decadentesszel (Giacomo Lariccia szövegével)
- 2015 – L'italiano con Buscemi (ZYX)
- Rendez-vous met Rocco Granata (Artone)
- Mijn grootste suksessen Nr 2 (Cardinal)
- Uit en thuis met Rocco (Granata)
- Ik ben een gastarbeider (Cardinal)
- Niemand is echt alleen (Cardinal)

### Kislemezek
- 1959 Marina/È primavera/Oh, oh, Rosi/Manuela (Cupol, CEP 250, 7")
- 1960 La bella/Torna a Sorriento (Moonglow Records, 5110, 7") – Negyedik helyezés Flandriában Belgiumban és nyolcadik Hollandiában
- 1960 Germanina/Ein italiano (Bluebell, BB 03045, 7")
- 1960 La bella/Torna a Sorriento (Moonglow Records, 5110, 7") – Negyedik helyezés Flandriában Belgiumban és nyolcadik Hollandiában
- 1960 La bella/O ciucciariello (Columbia, C 21 458, 7")
- 1960 Biondina/Rocco cha cha (Columbia, C 21 602, 7")
- 1961 Gisella/Mulino bianco (Moonglow Records, 5145 x 45, 7")
- 1961 Carolina dai!/Biondina (Moonglow Records, 5135 X 45, 7")
- 1962 Signorina mit dem blonden Haar/Ich bin immer verliebt (Columbia, C 22 179, 7")
- 1962 Signorina bella/Gisella (Blubell, BB 03069, 7")
- 1962 Irena/Lacrime d'amore (Bluebell, BB 03072, 7")
- 1962 Pupetta/Tango d'amore (Sonet, T 7533, 7")
- 1962 Pepito/Hello America (Artone, GR 24116 A, 7")
- 1962 Tango delle rose/Signorina (Moonglow Records, 5170 X 45, 7")
- 1962 On my way to America/Nature (Moonglow Records, 5172 X 45, 7")
- 1962 Hello Amerika/Signorina bella (Sonet, T-7522, 7")
- 1999 Una mattina... Bella ciao/Malaika angelo mio (Cardinal, 2102800, 7")
- Sunday Box EP (1961)
- Julia / Rocco cha cha (1960)
- Buona notte bambino (1963) – 1. helyezés 12 hétig Hollandiában, 4. Flandriában Belgiumban és 5. Nyugat-Németországban
- Du Schwarzer Zigeuner (1964) – Ötödik hely Flandriában Belgiumban
- Dreh' dich noch einmal um (1964) – 10. hely Flandriában, Belgiumban
- Molte grazie (1964)
- Noordzeestrand (1964) – Kilencedik hely Flandriában Belgiumban
- Melancholie (1965)
- Hello buona sera (1967) – Harmadik helyezés Flandriában Belgiumban
- Sarah (1970) – Negyedik helyezés Flandriában Belgiumban
- Jessica (1971) – Negyedik helyezés Flandriában Belgiumban
- Zomersproetjes (1972) – Ötödik hely Flandriában Belgiumban
- Dansen op de daken (1973)
- Marina 120 BPM (1989)
- Meine Frau (1993)
- Lass uns tanzen (2002)
- Nächtlich am Busento (2002)
- Bellissima (2002)

## Részleges filmográfia
- Marina (2013) Stijn Coninx belga rendező filmje ( Matteo Simonival, Evelien Bosmansszal, Luigi Lo Cascióval) Rocco Granata életéből. Ő maga játszik egy cameót hangszerszállítóként.
- Eurosong 2002 (2002)
- De Jacques Vermeire show (1998) TV-sorozat
- Caravans (1992) tévésorozat
- Het ultieme kerstverhaal (1987) TV-sorozat
- Zware jongens (1984)
- Jonny en Jessy (1972)
- Der Händler der vier Jahreszeiten (1971) (rendező és könyv: Rainer Werner Fassbinder, zene: Rocco Granata)
- Uit met Rocco Granata (1968) (TV)
- Zomercarrousel (1967) (TV)
- Zien naar Jozefien (1967) (TV)
- Dans de hele nacht met ons (1966) (TV)
- Spukschloß im Salzkammergut (1966)
- Ciao Italia (1965) (TV)
- Tijd voor show: Eurosong (1965) (TV)
- Ein Ferienbett mit 100 PS (1965)
- Hochzeit am Neusiedler See (1963)
- Treffpunkt Telebar (1961) (TV)
- De Muziekkampioen (1960) (TV)
- Gauner-Serenade (1960) (TV)
- Marina (1960) (Rex Gildo, Renate Holm és Rudolf Platte közreműködésével)
- Schick deine Frau nicht nach Italien

## Fordítás
- Ez a szócikk részben vagy egészben  a   Rocco Granata című olasz Wikipédia-szócikk ezen változatának fordításán alapul.  Az eredeti cikk szerkesztőit annak laptörténete sorolja fel. Ez a jelzés csupán a megfogalmazás eredetét és a szerzői jogokat jelzi, nem szolgál a cikkben szereplő információk forrásmegjelöléseként.